# Гурбинці (Лубенський район)
Гу́рбинці — село в Україні, у Пирятинській міській громаді Лубенського районі Полтавської області. Населення становить 325 осіб. Колишній орган місцевого самоврядування — Давидівська сільська рада.

## Географія
Село Гурбинці розташований на правому березі річки Удай, вище за течією на відстані 1 км розташоване село Кроти, нижче за течією на відстані 2 км розташоване село Леляки, на протилежному березі — село Антонівка (Прилуцький район). Річка в цьому місці звивиста, утворює лимани, стариці та заболочені озера. Поруч проходить автомобільна дорога Т 2501.

## Історія
12 червня 2020 року, відповідно до розпорядження Кабінету Міністрів України № 721-р «Про визначення адміністративних центрів та затвердження територій територіальних громад Полтавської області», село увійшло до складу Пирятинської міської громади.
19 липня 2020 року, в результаті адміністративно - територіальної реформи та ліквідації Питятинського району, село увійшло до складу новоутвореного Лубенського району.

## Економіка
- ТОВ «Довіра-2007» — випуск консервів та вирощування зернових і технічних культур.[3]
- Дитячий спортивно-оздоровчий табір «Світанок».

## Пам'ятки природи
- На південь від села розташована комплексна пам'ятка природи місцевого значення «Старий шлях» — один з об'єктів природно-заповідного фонду Полтавської області.
- На північ від села розташований Гурбинський заказник.

## Населення
Згідно з переписом УРСР 1989 року чисельність наявного населення села становила 493 особи, з яких 191 чоловік та 302 жінки.
За переписом населення України 2001 року в селі мешкало 325 осіб.

### Мова
Розподіл населення за рідною мовою за даними перепису 2001 року:
| Мова       | Відсоток |
| ---------- | -------- |
| українська | 98,77 %  |
| російська  | 1,23 %   |